# Dombokî, Muncaci
Dombokî (în ucraineană Домбоки) este un sat în comuna Rakoșîno din raionul Muncaci, regiunea Transcarpatia, Ucraina.

## Demografie
Componența lingvistică a localității Dombokî
     Ucraineană (79,92%)
     Romani (11,36%)
     Română (7,3%)
     Maghiară (1,22%)
Conform recensământului din 2001, majoritatea populației localității Dombokî era vorbitoare de ucraineană (79,92%), existând în minoritate și vorbitori de romani (11,36%), română (7,3%) și maghiară (1,22%).